# 오말리주맙
오말리주맙(Omalizumab)은 알레르기로 인해 발생한 중증의 지속성 천식, 비용종, 두드러기, 면역글로불린 E 매개성 음식 알레르기등의 치료에 사용되는 약물이다. 졸레어(Xolair)라는 상품명으로 판매된다.
오말리주맙은 재조합 DNA 파생 IgG1 단클론 항체이다. 혈액과 간질액에 유리된 인간의 면역글로불린 E(IgE), 그리고 mIgE를 발현하는 B세포 표면에 있는 막 결합형 IgE (mIgE)에 특이적으로 결합한다. 주요 부작용으로 아나필락시스가 있다.

## 의학적 사용
미국에서 오말리주맙의 적응증은 중등도에서 중증의 지속성 천식, 비용종이 동반된 중증 만성 비부비동염, 만성 특발성 두드러기이며, 2024년 2월 기준으로 음식 알레르기가 추가되었다.
유럽연합에서 오말리주맙의 적응증은 알레르기성 천식, 장기간의 만성 특발성 두드러기, 비용종이 동반된 중증 만성 비부비동염이다. 대한민국에서도 적응증은 동일하다.
오스트레일리아에서 오말리주맙의 적응증은 알레르기성 천식과 만성 특발성 두드러기이다.

### 알레르기성 천식
오말리주맙은 경구 또는 주사형 코르티코스테로이드 약제로 조절되지 않는 중증의 지속성 알레르기성 천식을 치료하는 데에 사용된다. 2014년 코크란 리뷰에서는 오말리주맙을 스테로이드와 병용 투여했을 때 천식 관련 악화 및 입원을 줄이는 데에 효과적이라는 사실을 밝혔다.

### 만성 특발성 두드러기
오말리주맙은 H1-항히스타민제 치료에 잘 반응하지 않는 성인과 12세 이상 청소년의 만성 특발성 두드러기에 사용할 수 있다. 4주에 1번씩 피하 투여 시 가려움증과 두드러기를 크게 완화할 수 있다는 것이 알려져 있다.

### 음식 알레르기
2024년 2월, 미국 식품의약국(FDA)은 면역글로불린 E 매개성 음식 알레르기를 오말리주맙의 적응증으로 추가했다. 오말리주맙은 하나 이상의 음식에 실수로 노출되었을 때 나타날 수 있는, 아나필락시스를 포함한 알레르기 반응을 줄인다. FDA 적응증에 실제 임상 권장사항은 들어가지 않았다. 단일 제제로 사용하거나 경구 면역치료법과 병행할 수 있다. 여러 가지 음식 알레르기를 동시에 가지고 있거나, 경구 면역치료 시 심각한 부작용이 발생했던 환자의 경우 오말리주맙 단일 치료가 유용할 여지가 있다.

## 부작용
오말리주맙의 주요 부작용은 아나필락시스로, 환자 1,000명당 1~2명 비율로 발생한다. 아나필락시스 증상으로 저혈압, 혈관부종, 기관지연축, 두드러기 등이 나타날 수 있다. 2014년 코크란 리뷰에서는 주사 부위 반응이 주로 보고되는 부작용이라고 밝혔다.